# Лоппи
Ло́ппи (фин. Loppi, швед. Loppis) — община в провинции Канта-Хяме на юго-западе Финляндии. Общая площадь территории — 655,98 км², из которых 58,36 км² покрыто водой.

## Демография
На 31 декабря 2022 года в общине Лоппи проживают 7749 человек: 3999 мужчин и 3750 женщин.
Финский язык является родным для 98,17 % жителей, шведский — для 0,51 %. Прочие языки являются родными для 1,32 % жителей общины.
Возрастной состав населения:
- до 14 лет — 19,7 %
- от 15 до 64 лет — 61,89 %
- от 65 лет — 18,39 %

Изменение численности населения по годам:

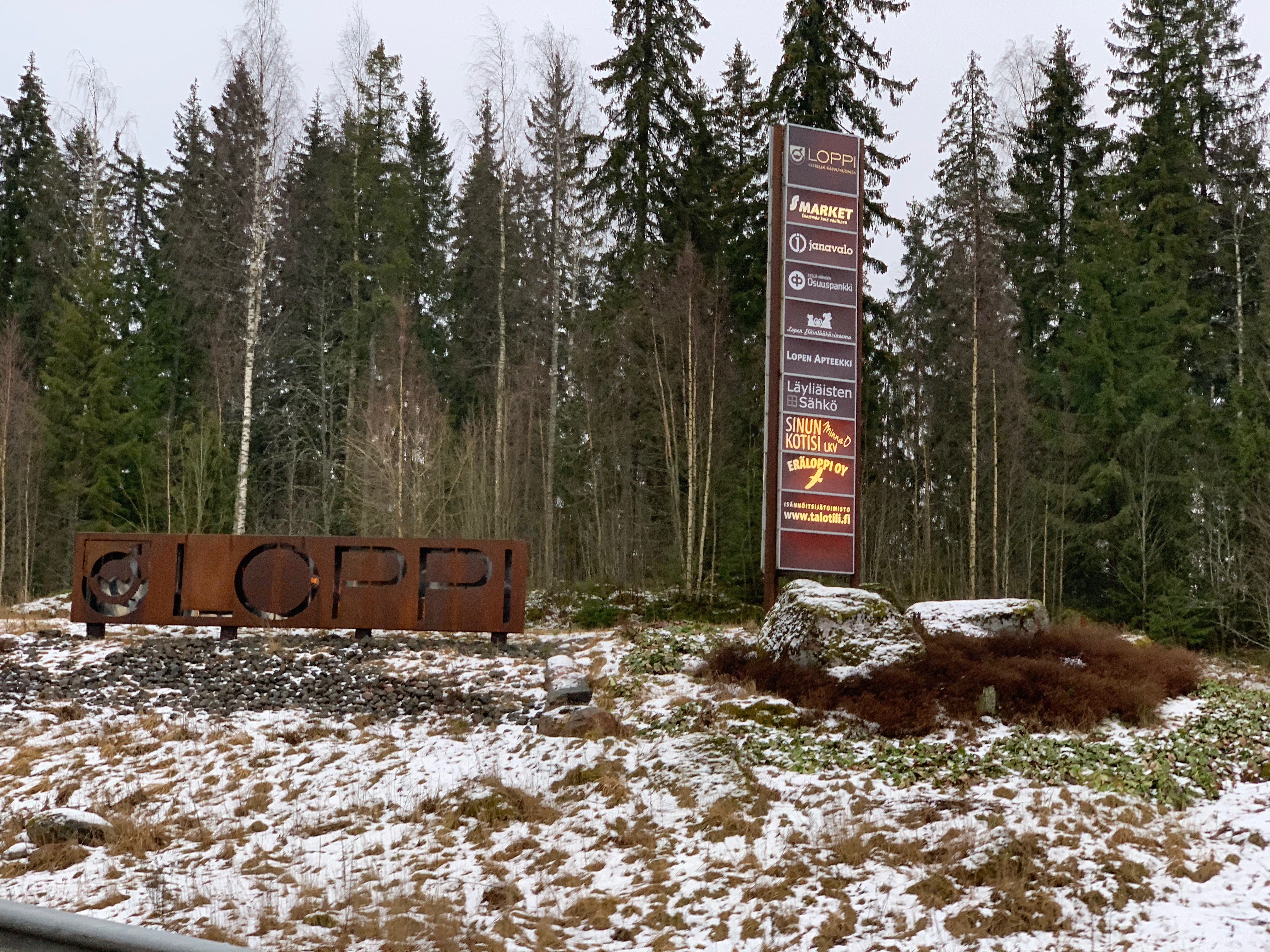
Лоппи

| Год  | Численность |
| ---- | ----------- |
| 1980 | 6691        |
| 1990 | 7405        |
| 2000 | 7578        |
| 2010 | 8273        |
| 2020 | 7853        |
| 2022 | 7749        |